# Jusèp Loís Sans Socasau
Sans  Socasau est un nom espagnol. Le premier nom de famille, en général paternel, est Sans ; le second, en général maternel, souvent omis, est Socasau.
Jusèp Loís Sans Socasau (Betren, Val d'Aran, 1956) est un homme politique espagnol, mathématicien, linguiste et militant pour le Val d'Aran.

## Biographie
Il est surtout connu comme fondateur et vulgarisateur de la politique linguistique du conseil général qui dirige le Val d'Aran.
Militant régionaliste pour le Val d'Aran, l'Occitanie et la Catalogne, il est président d'Esquèrra Republicana Occitana (ÈRO), section locale du parti catalan Esquèrra Republicana de Catalonha.
ÈRO est actuellement allié au CiU au pouvoir en Aran, sous la direction de Carles Barrèra Sánchez.
Il a autrefois participé au processus d'indépendance de la Catalogne en demandant la reconnaissance de l'aranais et de l'occitan, dans la sphère catalane. À noter qu'en Espagne, l'aranais et l'occitan ont valeur légale au même titre que l'espagnol.
Il écrit des éditoriaux du journal électronique Jornalet et depuis 2014, il est président de l'Institut d'Estudis Araneses-Acadèmia Aranesa dera Lengua Occitana.
Il a aussi écrit plusieurs livres comme Er estudi ena memòria (2007) ou Occitan en Catalonha (2008). Il publie en 2021 un dictionnaire catalan - occitan aranais.
Il reçoit la médaille d'argent de Florian en 2016.
Il est marié à la chanteuse Lúcia et sa fille, Alidé Sans, est également chanteuse en occitan.

## Travaux
- Er aranés, leis e estudis (1997)
- Er estudi ena memòria: quauqui aspèctes dera educacion en Les deth sègle XX (2007)
- Occitan en Catalonha (2008)
- (ca + oc) Diccionari català-aranés, Institut d'Estudis Araneses-Acadèmia Aranesa de la Lenga Occitana, 2021, 514 p.